# Falkenbergs län
Falkenbergs län var ett danskt slottslän som bildades på 1200-talet och är känt från 1298 och upphörde som län 1469. Omfattningen var delar av Södra Halland, direkt eller som pantlän, och 1441 står det omfattande Halmstads härad och Årstads härad. 

## Historia
Under 1200-talet hade organisationen med kungalev spelat ut sin roll, samtidigt med att högmedeltidens statsmakt och skatteväsende byggdes ut. Från den tiden och en bit in på 1300-talet organiserades den kungliga administrationen främst i så kallade slottslän. För att befästa kungens makt uppfördes runt om i Danmark kungliga och privata borgar byggda i sten och tegel, för förvaltningen och som militära stödjepunkter. På dessa riksfästen residerade länsmän (på danska lensmænd) rekryterade ur frälset.
De härader som omgav en borg anslogs för dess underhåll och försörjning av både civila och militära funktionärer. Tillsammans bildade häraderna ett slottslän. Det danska riket bestod av ett flertal slottslän av varierande storlek. Länsindelningen var inte fast utan kunde ändras av kungen när ny länsman utsågs. Trotte Petersson var hövitsman 1344 på Falkenbergs slott.
Falkenberg slott förstördes 1434 av Engelbrekt Engelbrektsson i upproret mot Erik av Pommern. Därefter förfogade fogdarna på Varbergs slott som även varit fogde på Falkenbergs slott länet till 1469.

## Länsherrar
- 1344 Trotte Petersson, hövitsman på Falkenbergs slott.
- 1366 blev området erövrat av kung Valdemars sachsiska allierede och förlänat till dem.
- 1376 nytt avtal med hertig Erik av Sachsen-Lauenburg gällande i ½ år.
- 1376 eller 1377 inlöst av kung Olof av Danmark och Norge
- 1380–1384 Eskil Brahe
- 1390-talet –1410 Abraham Brodersen innehade länet till hans död.
- 1419–1426 Axel Pedersen Thott från norra Halland, mottog 1441 Varbergs län samt de två härader som tidigare legat under Falkenberg på livstid av kung Kristofer av Bayern.[3]
- 1426–1434 efter Åge Axelsen Thott (son), var fogde, fick behålla Falkenberg på livstid men förlorade det 1469.